# Фрідріх Вінтер
Фрідріх Вінтер (нім. Friedrich Winter; 23 березня 1918, Дуйсбург — 15 березня 1995, Райне) — німецький льотчик-ас розвідувальної авіації, оберфельдфебель люфтваффе вермахту, гауптфельдфебель люфтваффе бундвесверу. Кавалер Лицарського хреста Залізного хреста.

## Нагороди
- Нагрудний знак пілота
- Залізний хрест 2-го і 1-го класу
- Авіаційна планка розвідника в золоті з підвіскою
- Нагрудний знак «За поранення» в чорному
- Почесний Кубок Люфтваффе (5 червня 1943) — як льотчик 2-ї ескадрильї 16-ї групи ближньої розвідки.
- Німецький хрест в золоті (12 липня 1943)
- Лицарський хрест Залізного хреста (6 грудня 1944)